# Desmoclystia nigribasis
Desmoclystia nigribasis är en fjärilsart som beskrevs av W. Warren 1906. Desmoclystia nigribasis ingår i släktet Desmoclystia och familjen mätare. Inga underarter finns listade i Catalogue of Life.